# العلاقات الأفغانية الزامبية
العلاقات الأفغانية الزامبية هي العلاقات الثنائية التي تجمع بين أفغانستان وزامبيا.

## مقارنة بين البلدين
هذه مقارنة عامة ومرجعية للدولتين:
| وجه المقارنة                                              | أفغانستان                    | زامبيا                         |
| --------------------------------------------------------- | ---------------------------- | ------------------------------ |
| المساحة (كم2)                                             | 652.23 ألف                   | 752.62 ألف                     |
| عدد السكان (نسمة)                                         | 34.94 مليون                  | 17.09 مليون                    |
| الكثافة السكانية (ن./كم²)                                 | 53.57                        | 22.71                          |
| العاصمة                                                   | كابل                         | لوساكا                         |
| اللغة الرسمية                                             | اللغة البشتوية، اللغة الدرية | لغة إنجليزية                   |
| العملة                                                    | أفغاني                       | كواشا زامبي، كواشا زامبي قديم ‏ |
| الناتج المحلي الإجمالي (بليون دولار)                      | 20.82 مليار                  | 25.81 مليار                    |
| الناتج المحلي الإجمالي (تعادل القوة الشرائية) بليون دولار | 62.62 مليار                  | 62.18 مليار                    |
| الناتج المحلي الإجمالي الاسمي للفرد دولار أمريكي          | 594                          | 1.30 ألف                       |
| الناتج المحلي الإجمالي للفرد دولار أمريكي                 | 1.93 ألف                     | 3.90 ألف                       |
| مؤشر التنمية البشرية                                      | 0.479                        | 0.586                          |
| رمز المكالمات الدولي                                      | +93                          | +260                           |
| رمز الإنترنت                                              | .af                          | .zm                            |
| المنطقة الزمنية                                           | ت ع م+04:30                  | ت ع م+02:00                    |

## منظمات دولية مشتركة
يشترك البلدان في عضوية مجموعة من المنظمات الدولية، منها:
| علم المنظمة | اسم المنظمة                               | تاريخ انضمام أفغانستان | تاريخ انضمام زامبيا |
| ----------- | ----------------------------------------- | ---------------------- | ------------------- |
|             | الاتحاد البريدي العالمي                   | ?                      | ?                   |
|             | يونسكو                                    | 4 مايو 1948            | 9 نوفمبر 1964       |
|             | البنك الدولي للإنشاء والتعمير             | 14 يوليو 1995          | 23 سبتمبر 1965      |
|             | وكالة ضمان الاستثمار متعدد الأطراف        | 16 يونيو 2003          | 6 يونيو 1988        |
|             | الاتحاد الدولي للاتصالات                  | 12 أبريل 1928          | 23 أغسطس 1965       |
|             | مؤسسة التمويل الدولية                     | 23 سبتمبر 1957         | 23 سبتمبر 1965      |
|             | منظمة الشرطة الجنائية الدولية             | ?                      | ?                   |
|             | الأمم المتحدة                             | 19 نوفمبر 1946         | 1 ديسمبر 1964       |
|             | مؤسسة التنمية الدولية                     | 2 فبراير 1961          | 23 سبتمبر 1965      |
|             | منظمة حظر الأسلحة الكيميائية              | ?                      | ?                   |
|             | المركز الدولي لتسوية المنازعات الاستشارية | 25 يوليو 1968          | 17 يوليو 1970       |

## وصلات خارجية
- موقع وزارة الخارجية الأفغانية